# Hartmannellidae
Hartmannellidae es una familia común de amoebozoa que se encuentran generalmente en el suelo. Por lo tanto son parásitos facultativos, pues sobreviven dentro y fuera de un hospedador. Tienen tanto una forma trofozoita (vegetativa) como una forma de resistencia, el quiste. Cuando son activos, los trofozoitos tienden a tener una forma aproximadamente cilíndrica o discoide, con un único seudópodo principal y ninguna subseudopodia, que las semeja remotamente a una babosa. Los árboles basados en ARNr sitúan a Hartmannellidae parafilético a Amoebidae.